# Hou Zhihui
Hou Zhihui (em mandarim: 侯志慧; pinyin: hóu zhìhuì; 18 de março de 1997) é uma halterofilista chinesa, campeã olímpica.

## Carreira
Zhihui competiu no Campeonato Mundial de Halterofilismo 2018 na categoria até 49 kg, conquistando as medalhas de prata em todos os levantamentos, e estabelecendo dois recordes mundiais no total. Nos Jogos Olímpicos de Verão de 2020 em Tóquio, consagrou-se campeã na mesma categoria.
Em agosto de 2024, Cambei competiu novamente na prova feminina de 49 kg nos Jogos Olímpicos de Verão de 2024, realizados em Paris, França. Ela ficou em segundo lugar depois de Snatch levantando 89 kg, mas quebrou o recorde olímpico em Clear & Jerk levantando 117 kg e superou a romena Mihaela Cambei com 1 kg de vantagem no total.